# Bonjon
Der Bonjon ist ein Fluss in Frankreich, der in der Region Auvergne-Rhône-Alpes verläuft. Er entspringt im Bergland Monts du Cézallier, im Gemeindegebiet von Anzat-le-Luguet, entwässert generell in westlicher Richtung durch den Regionalen Naturpark Volcans d’Auvergne und mündet nach insgesamt rund 19 Kilometern im Gemeindegebiet von Condat als linker Nebenfluss in die Rhue. Auf seinem Weg durchquert der Bonjon die Départements Puy-de-Dôme und Cantal.

## Orte am Fluss
(Reihenfolge in Fließrichtung)
- Le Saillant, Gemeinde Marcenat
- Le Pont du Bonjon, Gemeinde Marcenat
- Condat

## Sehenswürdigkeiten
Zahlreiche Kaskaden im Oberlauf des Flusses, z. B.
- Cascades du Seillant[4]
- Cascades du Bonjon[5].